# Daniel Barbořák
Daniel Barbořák (* 24. dubna 1986), přezdívaný Danchez, je český šipkař a hráč týmu Gerlich Fulnek.

## Kariéra
Šipkám se věnuje od svých osmnácti let. Na svůj první velký individuální úspěch zatím čeká. V týmech a ve dvojicích již ale nějaké nasbíral.
V softových šipkách se v týmu stal mistrem republiky a mistrem republiky v turnaji dvojic.
V šipkách steelových je dvojnásobným mistrem republiky týmů a jednou mistrem republiky v turnaji dvojic. Za svůj prozatímní největší úspěch považuje devíti šipkové zavření, které se mu povedlo na Českém poháru v turnaji dvojic společně s českou jedničkou Karlem Sedláčkem.
V roce 2016 se zúčastnil kvalifikace na BDO World Darts Championship, kde skončil v last 256. Nejprve porazil 2-0 Johna Waltona z Anglie, poté podlehl 1-2 Alexovi Brianu Jensenovi z Dánska. V tomtéž roce hrál World Masters, kde se probojoval do Last 80. V prvním kole si poradil s Františkem Míkou ze Slovenska 3-1. V kole druhém porazil 3-2 Davea Moora z Jersey. V Last 80 vypadl po prohře 0-3 s Kylem McKinstrym.
V roce 2020 se účastnil PDC Evropské Q-School. Jednou skončil v last 512, jednou v last 256, jednou v last 64 a jednou v last 32. Tour card se mu nepodařilo získat.
V dubnu 2020 se stal jedním z deseti účastníků nově vzniklé Tipsport Premier League 2020. Mezi 4. a 11. kolem byl lídrem celkového pořadí, nakonec skončil po základní částí na 3. místě a probojoval se do playoff. V semifinále podlehl pozdějšímu vítězi, Vítězslavu Sedlákovi, poměrem 4-10.
V březnu roku 2021 je stal jedním z účastníků Tipsport Premier League, když se kvalifikoval přes žebříček ČAOŠ (Česká asociace online šipek).

## Výsledky na major turnajích
BDO
| Turnaj                | 2016 | 2017 |
| --------------------- | ---- | ---- |
| BDO mistrovství světa | DNP  | DNQ  |
| Winmau World Masters  | L80  | DNP  |